# Kermiscross

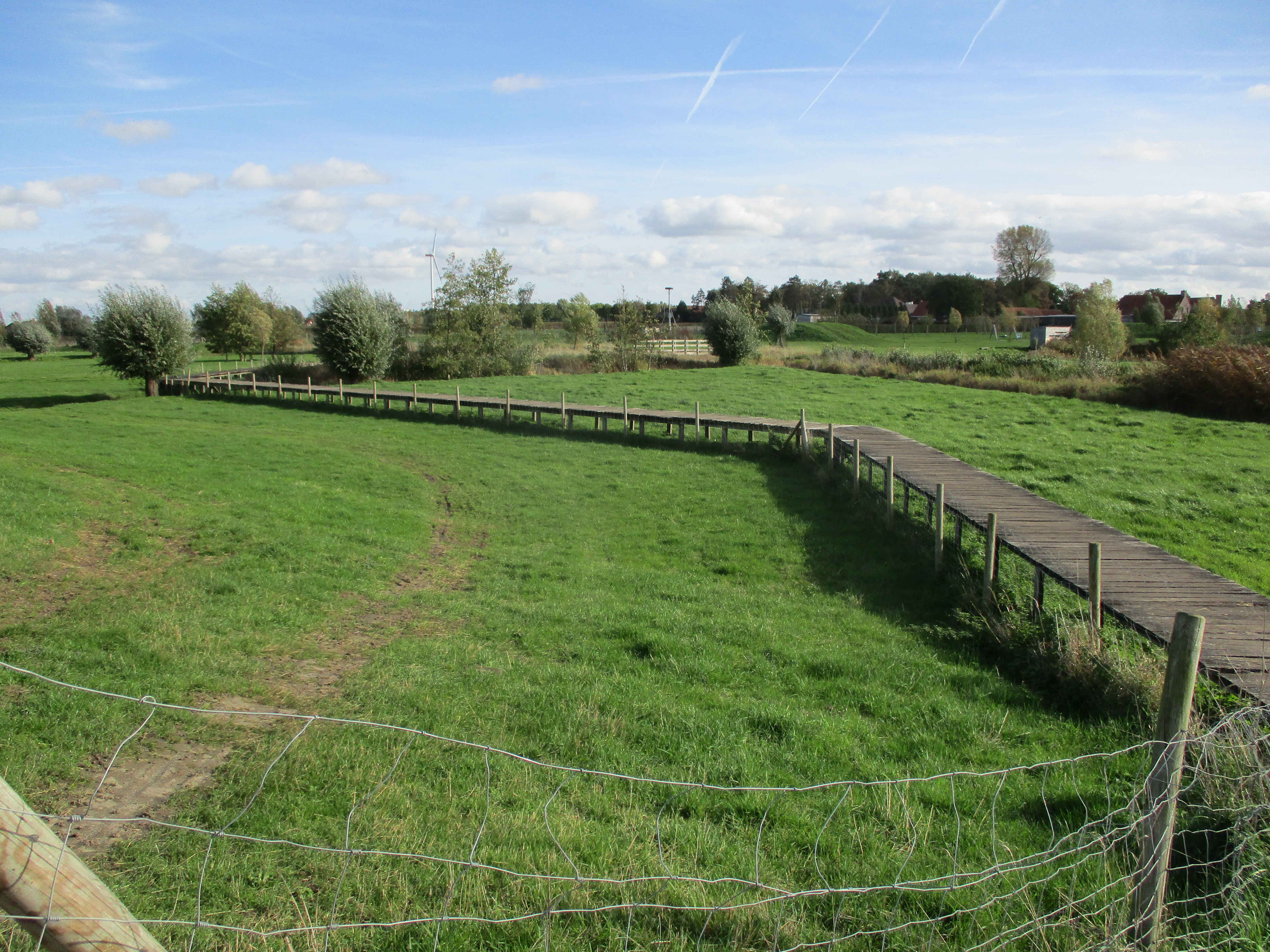
Der Kermiscross 2022 hat seine Spuren im Waterbek-Park hinterlassen.

Der Kermiscross ist ein Cyclocrossrennen im belgischen Ardooie.

## Geschichte
Das Rennen ist seit 1995 fester Bestandteil der Kirmes in Ardooie, der es seinen Namen verdankt. Im Gegensatz zu den meisten Cyclocrossrennen findet es mitten in der Woche statt, jeweils an einem Donnerstag Mitte Oktober. Sein Schauplatz liegt am nördlichen Ortsrand, wobei die Dorfstraßen sowie der Waterbek-Park ins Geschehen einbezogen werden.
Der Kermiscross ist zeit seines Bestehens unabhängig, gehört also keiner Rennserie an. Deshalb, und aufgrund seines ungewöhnlichen Termins, genießt er begrenzte mediale Beachtung, weist aber dennoch eine hervorragende Siegerliste mit vielen Weltmeistern auf. Seit 2015 wird auch ein Frauenrennen ausgetragen.

## Siegerliste

### Männer
- 1995:  Pedro Roselle
- 1996:  Paul Herijgers
- 1997:  Paul Herijgers
- 1998:  Paul Herijgers
- 1999:  Bjorn Rondelez
- 2000:  Peter Van Santvliet
- 2001:  Bart Wellens
- 2002:  Erwin Vervecken
- 2003:  Wim Jacobs
- 2004:  Sven Vanthourenhout
- 2005:  Bart Wellens
- 2006:  Zdeněk Štybar
- 2007:  Niels Albert
- 2008:  Niels Albert
- 2009:  Niels Albert
- 2010:  Zdeněk Štybar
- 2011:  Zdeněk Štybar
- 2012:  Klaas Vantornout
- 2013:  Klaas Vantornout
- 2014:  Michael Vanthourenhout
- 2015:  Tom Meeusen
- 2016:  Wout van Aert
- 2017:  Wout van Aert
- 2018:  Wout van Aert
- 2019:  Gianni Vermeersch
- 2020: nicht ausgetragen
- 2021:  Laurens Sweeck
- 2022:  Quinten Hermans
- 2023:  Gerben Kuypers
- 2024:  Michael Vanthourenhout

### Frauen
- 2015:  Thalita de Jong
- 2016:  Sanne Cant
- 2017:  Katherine Compton
- 2018:  Loes Sels
- 2019:  Kim Van de Steene
- 2020: nicht ausgetragen
- 2021:  Alicia Franck
- 2022:  Kata Blanka Vas
- 2023:  Annemarie Worst
- 2024:  Ceylin del Carmen Alvarado